# Costeggio
Costeggio è il termine marinaresco usato per indicare la navigazione "sotto costa", cioè a poca distanza dalla riva. 
Il costeggio, rispetto alla navigazione d'altura, si distingue per le differenti attenzioni da rivolgere al moto ondoso ed ai venti. Il comportamento delle onde risente infatti di irregolarità dovute alla vicinanza del fondo o ad un ostacolo in mare o a riva (scoglio, falesia, etc); particolarmente insidioso è ad esempio il fenomeno della rifrazione dell'onda, che può causare il cosiddetto "mare rotto".
Anche i venti possono avere influenze indesiderate sulla navigazione. I venti di mare (provenienti cioè dal mare aperto) possono avere due influenze di rilievo: portare sull'imbarcazione una spinta che la dirige pericolosamente verso la riva, oppure provocare al largo un moto ondoso che giunge in vicinanza della costa anche non accompagnato dallo stesso vento che l'ha suscitato, spesso, come nel marrobbio, a sorpresa ed in condizioni magari di calma di vento.